# Pajala kommun
Pajala kommun är en kommun i Norrbottens län i landskapet Norrbotten. Centralort är Pajala.
I stort sett hela kommunen består av en moräntäckt urbergsslätt. I norr finns dock kraftigare kuperad terräng. Historisk har de tre basnäringarna i Pajala varit skogsbruk, rennäring och jordbruk. I början av 2020-talet dominerade dock industrinäringen. 
Sedan kommunen bildades 1971 har befolkningstrenden varit kraftigt negativ. Största partiet i samtliga val har varit Socialdemokraterna, vilka under mandatperioden 2018 till 2022 styrde i koalition med Kristdemokraterna och Sjukvårdspartiet.

## Administrativ historik
Kommunens område motsvarar Pajala socken samt mindre delar av Överkalix socken och Övertorneå socken. I dessa socknar bildades vid kommunreformen 1862 landskommuner med motsvarande namn. Ur Pajala landskommun utbröts 1860 byarna Kirnujärvi och Kainulasjärvi, som fördes över till Korpilombolo landskommun. Korpilombolo landskommun hade bildats av områden ur Överkalix och Övertorneå landskommuner. Ur Pajala landskommun utbröts sedan 1885 Tärendö landskommun och 1914 Junosuando landskommun.
Kommunreformen 1952 påverkade inte indelningarna i området, då varken Västerbottens eller Norrbottens län berördes av reformen.
Pajala kommun bildades vid kommunreformen 1971 genom sammanslagning av Pajala, Korpilombolo, Tärendö och Junosuando landskommuner.
Kommunen ingår sedan bildandet i Haparanda domsaga.
Kommunen ingår sedan 2000 i Förvaltningsområdet för finska och för meänkieli, kommunnamnet är Pajalan kunta på meänkieli.

## Geografi

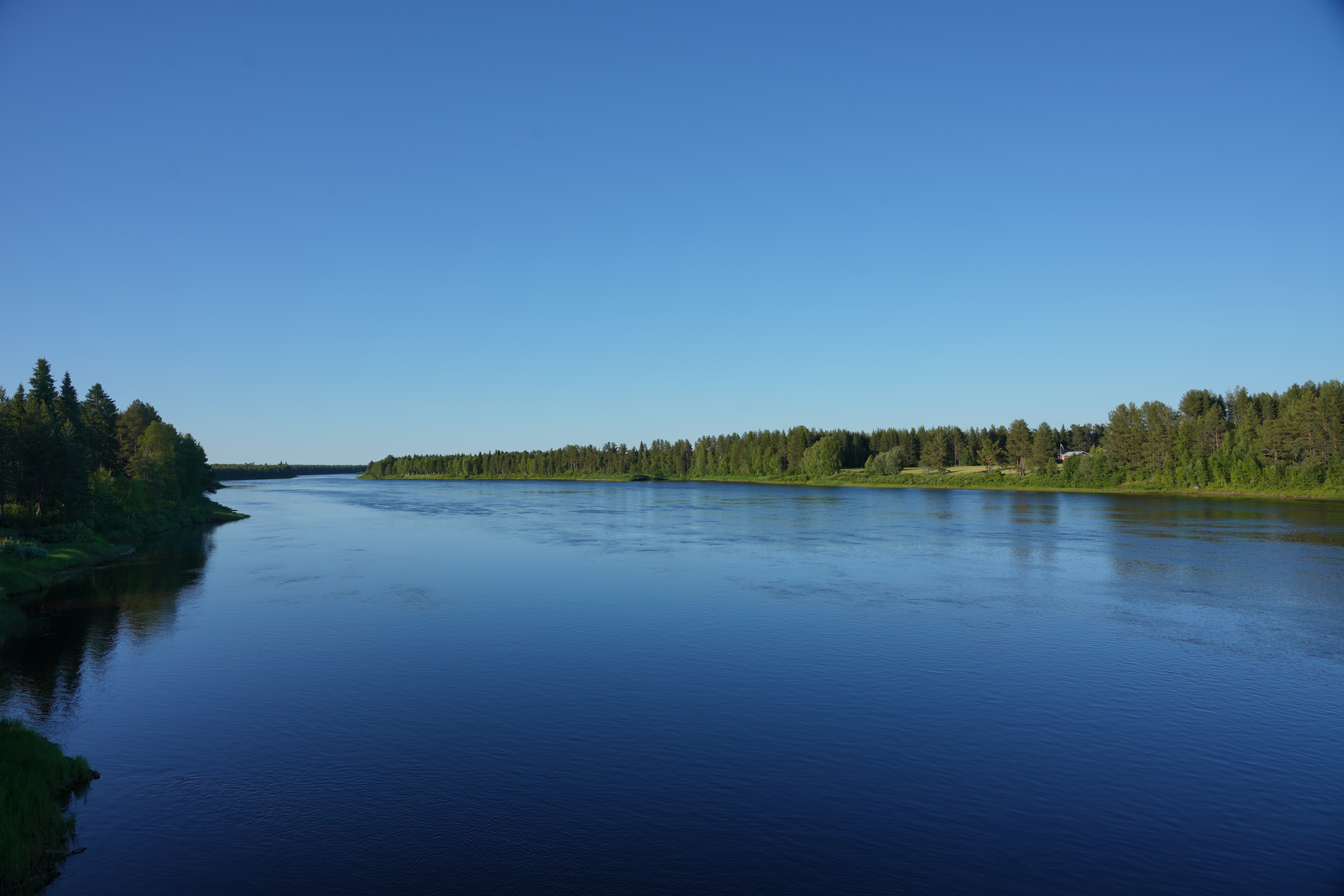
Muonioälven med Finland (Kolari kommun) till höger och Sverige (Pajala kommun) till vänster.

Pajala kommun gränsar till Övertorneå kommun och Överkalix kommun i söder, Gällivare kommun i sydväst, Kiruna kommun i väst samt de finländska kommunerna Enontekis i norr, Muonio och Kolari i nordost samt Pello i sydost.

### Topografi och hydrografi
I stort sett hela kommunen består av en moräntäckt urbergsslätt. I norr finns dock kraftigare kuperad terräng. Myrmark har till stor del brett ut sig över kommunens flacka områden. Ytan domineras av produktiv tall- och granskog. Torneälven, med biflödena Lainio- och Muonioälven, genomflyter kommunen. I höjd med Kengis, finns i Torneälven, Kengisforsen. Den 600 meter långa forsen har en fallhöjd på 18 meter och är den största längs Torneälven.
Även Kalixälven, vars tillflöde Tärendöälven kommer från Torneälven, flyter genom kommunen. Den är ett exempel på en bifurkation. Kalixälven har flera dramatiska forsar, däribland Mestoslinkka i närheten av byn Narken.
Isälvsavlagringar finns i dalgångarna ovanför Erkheikki vid Torne älv och Tärendö vid Kalixälven, nedanför är dalstråken istället fyllda med finkorniga sediment. Dalsedimenten utgör till stor del öppen odlings- och slåttermark.
Nedan presenteras andelen av den totala ytan 2020 i kommunen jämfört med riket.
|  | Bebyggelse (0,8 %) |

|  | Skog (72,5 %) |

|  | Öppen myrmark (20,7 %) |

|  | Jordbruksmark (0,5 %) |

|  | Övrig mark (5,5 %) |

|  | Bebyggelse (3,1 %) |

|  | Skog (68,0 %) |

|  | Öppen myrmark (7,2 %) |

|  | Jordbruksmark (7,4 %) |

|  | Övrig mark (14,3 %) |

### Naturskydd
År 2022 fanns 47 naturreservat i Pajala kommun. Flera av reservaten utgörs av myrområden, däribland Naakakero med fjällbjörksliknande skog. Andra reservat är mer ovanliga, så som Anokangas som utgörs av riktigt gammal tallskog på sandig mark, något som är ovanligt för riket. I reservatet Kolkonliika har Muonio sameby sitt viktigaste sommarviste.

### Administrativ indelning
Fram till 2016 var kommunen för befolkningsrapportering indelad i en enda församling, Pajala församling.

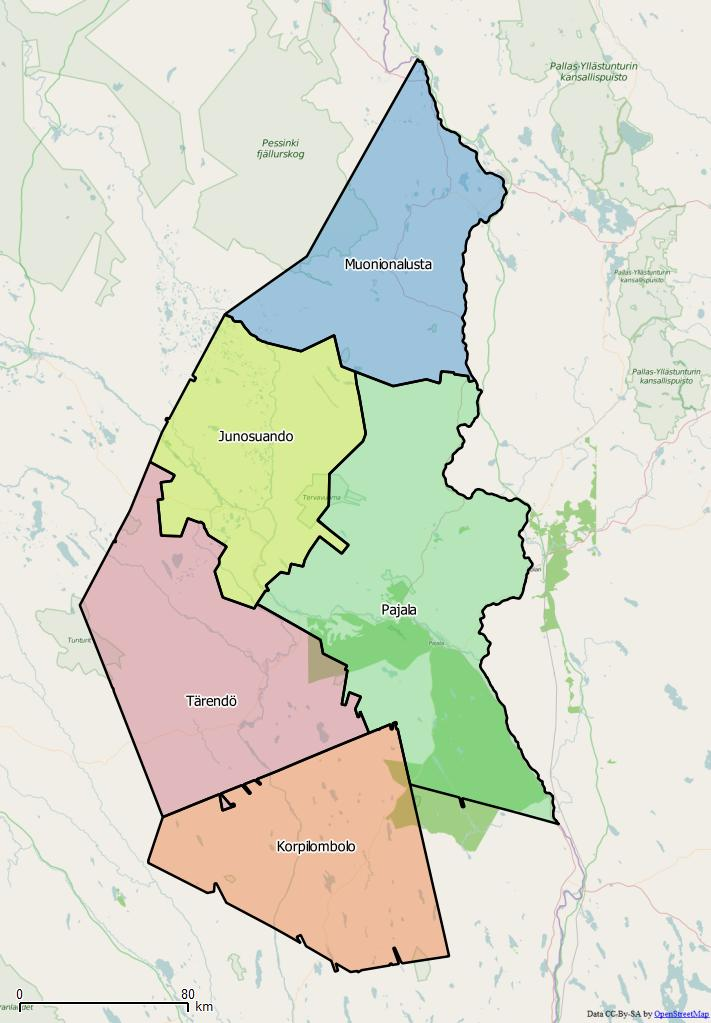
Distrikt inom Pajala kommun

Från 2016 indelas kommunen istället i fem distrikt – Junosuando, Korpilombolo, Muonionalusta, Pajala och Tärendö.

### Tätorter
Vid tätortsavgränsningen av Statistiska centralbyrån den 31 december 2015 fanns det fyra tätorter i Pajala kommun.
| Nr | Tätort       | Folkmängd |
| -- | ------------ | --------- |
| 1  | Pajala       | 2 032     |
| 2  | Korpilombolo | 539       |
| 3  | Junosuando   | 314       |
| 4  | Kangos       | 245       |

Centralorten är i fet stil

## Styre och politik

### Styre
Största partiet i Pajala kommunfullmäktige har sedan första kommunvalet 1970 varit Socialdemokraterna, som dessutom hade egen majoritet under mandatperioderna 1994–1998 och 2010–2014. Näst största parti i samtliga val har varit Vänsterpartiet.
Kommunen styrdes efter valet 2014 av ett samarbete mellan Socialdemokraterna och Vänsterpartiet. Mandatperioden 2018 till 2022 styrdes kommunen av en ny koalition bestående av Socialdemokraterna, Kristdemokraterna och Sjukvårdspartiet. Koalitionen uppgav att de skulle skapa en "långsiktig strategi för skol-förskole- och äldreboendestrukturerna".
| 1995-1998 | S |    |    |
| 1999-2002 | S | V  |    |
| 2003-2006 | S | KD | C  |
| 2006-2010 | S | V  |    |
| 2010-2014 | S | V  |    |
| 2014-2018 | S | V  |    |
| 2018-     | S | KD | NS |

### Kommunfullmäktige
Fram till valet 1998 hade kommunfullmäktige i Pajala 41 mandat. Efter valet minskades dessa till 31 mandat. Efter valet 2018 minskades antalet mandat ytterligare och kommunfullmäktige består därefter av 21 ledamöter.

#### Presidium
| Presidium 2022–2026 | Presidium 2022–2026 | Presidium 2022–2026 |
| ------------------- | ------------------- | ------------------- |
| Ordförande          | KD                  | Stig Töyrä          |
| Vice ordförande     | V                   | Bengt-Ola Mörtlund  |

#### Mandatfördelning 1970–2022
| 8 | 20 |  | 6 | 2 |  | 3 |

| 38 |

| 9 | 18 |  | 7 | 2 |  | 3 |

| 36 |

| 10 | 17 | 2 | 6 | 2 |  | 3 |

| 35 | 6 |

| 8 | 18 | 2 |  | 5 | 2 |  | 4 |

| 35 | 6 |

| 8 | 19 | 2 | 5 | 2 |  | 4 |

| 33 | 8 |

| 8 | 19 |  | 4 | 3 | 2 | 4 |

| 31 | 10 |

| 8 | 19 |  | 5 | 3 | 2 | 3 |

| 27 | 14 |

| 9 | 18 |  | 4 | 3 | 3 | 3 |

| 28 | 13 |

| 9 | 21 |  | 3 |  | 3 | 3 |

| 24 | 17 |

| 8 | 13 |  | 4 | 2 | 3 | 2 |

| 23 | 10 |

| 9 | 12 |  |  | 2 | 2 | 4 | 2 |

| 20 | 13 |

| 8 | 14 | 4 |  |  | 3 | 2 |

| 16 | 17 |

| 7 | 18 | 2 |  | 3 | 2 |

| 19 | 14 |

| 7 | 15 |  | 2 |  |  | 3 | 3 |

| 17 | 16 |

| 4 | 7 | 4 | 1 | 3 | 2 |

| 9 | 12 |

| 4 | 6 | 4 | 1 | 1 | 1 | 3 | 1 |

| 11 | 10 |

### Nämnder

#### Kommunstyrelse
Kommunstyrelsen har nio ledamöter.
| Ordföranden 2022–2026 | Ordföranden 2022–2026 | Ordföranden 2022–2026 |
| --------------------- | --------------------- | --------------------- |
| Ordförande            | S                     | Birgitta Rantatalo    |

#### Lista över kommunstyrelsens ordförande
- Owe Pekkari, Socialdemokraterna, 1992–2002[25][26]
- Bengt Niska, Socialdemokraterna, 1 januari 2003–31 december 2010[27][28]
- Kurt Wennberg, Socialdemokraterna, 1 januari 2011–31 december 2014[29]
- Harry Rantakyrö, Socialdemokraterna, 1 januari 2015–31 januari 2017[30]
- Jan Larsson, Socialdemokraterna, 1 februari 2017–31 december 2017[30]
- Anna Kumpula Kostet, Vänsterpartiet, 1 januari 2018–31 december 2018[30]
- Ulrica Hammarström, Socialdemokraterna, 1 januari 2019–[31][32]

Denna lista hämtas från Wikidata. Informationen kan ändras där.

#### Övriga nämnder
| Nämnd                  | Ordförande | Ordförande        | Vice ordförande | Vice ordförande  |
| ---------------------- | ---------- | ----------------- | --------------- | ---------------- |
| Bygg- och miljönämnden | KD         | Peter Ericsson    | S               | Åke Johdet       |
| Individnämnden         | KD         | Irene Lundholm    | S               | Barbro Rantatalo |
| Valnämnden             | KD         | Magnus Gustafsson | NS              | Alice Videkull   |

Källa:

### Valresultat 2022
| Parti                            | Valdistrikt  | Valdistrikt | Kommun  |
| Parti                            | Starkaste    | Andel       | Andel   |
| -------------------------------- | ------------ | ----------- | ------- |
| S                                | Tärendö      | 48,08 %     | 28,03 % |
| FrS                              | Pajala norra | 32,92 %     | 18,51 % |
| V                                | Pajala norra | 25,56 %     | 16,98 % |
| KD                               | Korpilombolo | 31,29 %     | 13,80 % |
| M                                | Korpilombolo | 7,55 %      | 6,78 %  |
| SD                               | Junosuando   | 12,46 %     | 6,64 %  |
| C                                | Junosuando   | 6,81 %      | 5,04 %  |
| NS                               | Junosuando   | 10,13 %     | 3,40 %  |
| MP                               | Junosuando   | 1,16 %      | 0,44 %  |
| Data hämtat från Valmyndigheten. |              |             |         |

Exklusive uppsamlingsdistrikt. Partier som fått mer än en procent av rösterna i minst ett valdistrikt redovisas.

### Internationella relationer
Åren 2020 till 2022 pågick samarbetsprojektet  Leva och bo i Tornedalen tillsammans med Kolari kommun i Finland. Projektet syftade till att "utveckla nya arbetsmetoder för att den svenska och finska älvdalen ska bli en möjlighetsgivande och inkluderande plats att leva, bo och verka på för både privatpersoner och företag". Tillsammans med 13 kommuner i Sverige, Finland och Norge är kommunen medlem i Tornedalsrådet, vars vision är att "Invånarna i Tornedalen ska kunna leva, studera, arbeta och driva företag i en gränsöverskridande trygg och ren miljö som om riksgränser inte fanns".
Pajala kommun har tre vänorter:
- Målselv, Norge
- Kolari, Finland
- Olenegorsk, Ryssland

I samband med Rysslands invasion av Ukraina 2022 uppgav kommunalrådet Ulrica Hammarström (S) att kommunen inte samarbetat med vänorterna "de senaste åren".

## Ekonomi och infrastruktur

### Näringsliv
Historiskt är de tre basnäringarna i Pajala skogsbruk, rennäring och jordbruk. År 1646 anlades ett järnbruk i Kengis, Kengis bruk, som lades ner efter en brand 1879. Anläggande var bruket ledde till en betydande vallonsk och svensk invandring under de följande seklen.[källa behövs] Pajala marknad, som årligen lockar 45 000 - 50 000 besökare har anor från 1700-talet och vittnar om Pajala som ett handelscentrum.[källa behövs]
I början av 2020-talet domineras industrinäringen, precis som tidigare, av småföretagande. Primärt inom verkstads-, trävaru-, livsmedels- och konfektionsbranscherna. Kommunen var den största arbetsgivaren. Allt fler företag inom data och elektronik har vuxit upp i kommunen och börjat överta de gamla basnäringarnas roll.

#### Råvaror
Järnmalmsbrytning påbörjades 2012 vid Tapulivuoma, ett myrområde mellan Kaunisvaara och Aareavaara omkring 20 kilometer norr om Pajala, med transport av järnmalmskoncentrat med lastbil till Pitkajärvi nära Svappavaara och därifrån med järnväg till exporthamn i Narvik. Gruvprojektet planerades och brytning inleddes av det kanadensiska företaget Northland Resources. Detta gick i konkurs i december 2014, varefter brytningen lades ned. Den återupptogs i juli 2018 av det nybildade Kaunis Iron AB.

### Infrastruktur

#### Transporter
Riksväg 99 och länsvägarna 394, 395 och 403 passerar kommunen. För allmänna busskommunikationer ansvarar Länstrafiken i Norrbotten. 
Det finns en flygplats i kommunen, Pajala Airport, med flyg till Luleå Airport och chartertrafik till Storbritannien. Flygplatsen används även för privatflyg, ambulansflyg, taxiflyg och helikoptrar. År 2022 beslutades att flygplatsen ska utvecklas.

## Befolkning

### Demografi

#### Befolkningsutveckling
Kommunen har 5 807 invånare (31 mars 2025), vilket placerar den på 262:a plats avseende folkmängd bland Sveriges kommuner. 
| Befolkningsutvecklingen i Pajala kommun 1970–2020                                                               | Befolkningsutvecklingen i Pajala kommun 1970–2020 | Befolkningsutvecklingen i Pajala kommun 1970–2020 | Befolkningsutvecklingen i Pajala kommun 1970–2020 | Befolkningsutvecklingen i Pajala kommun 1970–2020 |
| --- | ------------------------------------------------- | ------------------------------------------------- | ------------------------------------------------- | ------------------------------------------------- |
| |                                                   |                                                   |                                                   |                                                   |
| År |                                                   |                                                   | Folkmängd                                         |                                                   |
| 1970 | 1970                                              |                                                   | 10 752                                            |                                                   |
| 1975 | 1975                                              |                                                   | 9 421                                             |                                                   |
| 1980 | 1980                                              |                                                   | 8 763                                             |                                                   |
| 1985 | 1985                                              |                                                   | 8 685                                             |                                                   |
| 1990 | 1990                                              |                                                   | 8 424                                             |                                                   |
| 1995 | 1995                                              |                                                   | 8 119                                             |                                                   |
| 2000 | 2000                                              |                                                   | 7 480                                             |                                                   |
| 2005 | 2005                                              |                                                   | 6 798                                             |                                                   |
| 2010 | 2010                                              |                                                   | 6 282                                             |                                                   |
| 2015 | 2015                                              |                                                   | 6 193                                             |                                                   |
| 2020 | 2020                                              |                                                   | 5 966                                             |                                                   |
| Anm: Uppgifterna avser förhållandena den 31 december enligt den kommunala indelningen den 1 januari året efter. |                                                   |                                                   |                                                   |                                                   |

#### Utländsk bakgrund
Den 31 december 2014 utgjorde antalet invånare med utländsk bakgrund (utrikes födda personer samt inrikes födda med två utrikes födda föräldrar) 895 stycken, eller 14,20 % av befolkningen (hela befolkningen: 6 303 den 31 december 2014).

#### Invånare efter de vanligaste födelseländerna
Följande länder är de 10 vanligaste födelseländerna för befolkningen i Pajala kommun.
| Födelseland 31 december 2021 | Födelseland 31 december 2021 | Födelseland 31 december 2021 | Födelseland 31 december 2021 | Födelseland 31 december 2021 |
| ---------------------------- | ---------------------------- | ---------------------------- | ---------------------------- | ---------------------------- |
| Nr                           | Land                         | Antal                        | Andel                        | Andel i hela riket           |
| 1                            | Sverige                      | 5 116                        | 85,65 %                      | 80,00 %                      |
| 2                            | Finland                      | 433                          | 7,25 %                       | 1,31 %                       |
| 3                            | Thailand                     | 61                           | 1,02 %                       | 0,43 %                       |
| 4                            | Afghanistan                  | 41                           | 0,69 %                       | 0,60 %                       |
| 5                            | Syrien                       | 28                           | 0,47 %                       | 1,88 %                       |
| 6                            | Ryssland                     | 23                           | 0,39 %                       | 0,22 %                       |
| 7                            | Estland                      | 20                           | 0,33 %                       | 0,09 %                       |
| 7                            | Tyskland                     | 20                           | 0,33 %                       | 0,51 %                       |
| 9                            | Norge                        | 19                           | 0,32 %                       | 0,39 %                       |
| 10                           | Myanmar                      | 15                           | 0,25 %                       | 0,01 %                       |

## Kultur

### Museum

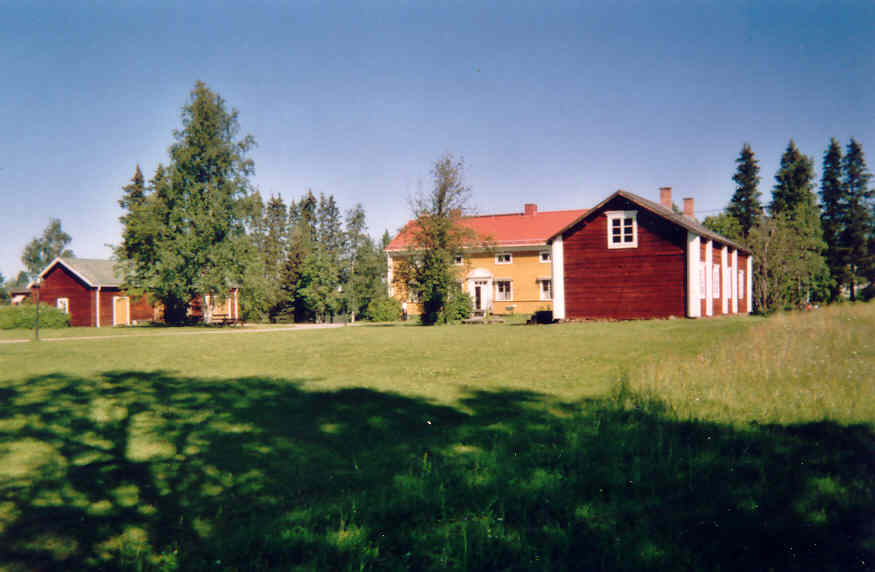
Laestadiuspörtet, Lars Levi Læstadius bostad i Pajala, syns till höger. Det röda pörtet var prästgård i Pajala socken 1849-1861, och ersattes sedan av det gula nybygget bredvid.

Bland kommunens museum hittas Laestadiuspörtet, kyrkoherden Lars Levi Laestadius gamla hemställe. Både pörtet och den intilliggande prästgården är klassade som byggnadsminnen och fungerar som museum. Två mil söder om Pajala ligger byn Sattajärvi med Garverimuseet som visar hur den gamla metodens garvning fungerade.
Ett annat museum är Tärendö hembygdsgård som visar den tornedalska bondekulturen och dess historia. Exempelvis visas 22 byggnader och mer än 2 000 bruksföremål vilka tillsammans är en av Norrbottens största samlingar.

### Kulturarv
År 2005 utsåg Unesco 34 av mätpunkterna till Struves meridianbåge till världsarv. En av dessa återfinns på berget Jupukka som är belägen i kommunen. Ett annat kulturarv är Pajala kyrka, byggd 1797 i närheten av Kengis järnbruk men flyttad till Pajala i slutet av 1800-talet.
Bland samiska kulturarv hittas bland annat Akamella ödekyrkogård som under många år var en samisk begravningsplats och Seitastenen, en samisk helig sten, på 1850-talet försedd med runskrift av John Wolley, en engelsk ornitolog.

### Kommunsymboler

#### Kommunvapen
Blasonering: Sköld: av en vågskura delad i silver och grönt, vari tre bysantiner av silver, två och en ställda.
Vapnet fastställdes av Kungl. Maj:t 1947 på förslag av riksheraldikern. Vågskuran symboliserar gränsälven och rundlarna, eller "bysantinerna", symboliserar mynt som framställdes i ett myntverk i Kengis. Vid sammanläggningen 1971 blev Korpilombolo kommuns vapen från 1952 samt Tärendö kommuns vapen från 1951 övertaliga. Registrering hos Patent- och registreringsverket skedde 1974.

Korpilombolo landskommun (1952–1970)
Tärendö landskommun (1951–1970)

#### Kommunfågel
Lappugglan, en 2,5 meter hög lappuggla i trä. Blev antagen som Pajalas symbol 1995. Lappugglan var utrotningshotad i början av 1970-talet och de enda häckningsplatserna fanns i Pajala kommun.

### Fotnoter
1. ↑  Folkmängd och befolkningsförändringar - Kvartal 1, 2025, SCB, 13 maj 2025, läs online.[källa från Wikidata]
2. 1 2 3  Land- och vattenareal per den 1 januari efter region och arealtyp. År 2012–2019, SCB, 21 februari 2019, läs online.[källa från Wikidata]
3. ↑  Kommuner, lista, Sveriges Kommuner och Regioner, läs online, läst: 19 februari 2019.[källa från Wikidata]
4. ↑  Största offentliga arbetsgivare, Näringslivets ekonomifakta, läs online, läst: 30 oktober 2020.[källa från Wikidata]
5. ↑   (PDF) Folkräkningen den 31 december 1950, I, Areal och folkmängd inom särskilda förvaltningsområden m.m., Tätorter. Stockholm: Statistiska centralbyrån. 1952-05-19. sid. 6*. Arkiverad från originalet den 1 oktober 2014. https://www.webcitation.org/6T09ZkyrB?url=http://www.scb.se/Grupp/Hitta_statistik/Historisk_statistik/_Dokument/SOS/Folkrakningen_1950_1.pdf. Läst 9 oktober 2014 Arkiverad 29 oktober 2013 hämtat från the Wayback Machine.
6. ↑  Andersson, Per (1993). Sveriges kommunindelning 1863–1993. Mjölby: Draking. Libris 7766806. ISBN 91-87784-05-X
7. ↑  Elsa Trolle Önnerfors: Domsagohistorik - Haparanda tingsrätt (del av Riksantikvarieämbetets Tings- och rådhusinventeringen 1996-2007)
8. ↑  Lag om rätt att använda finska och meänkieli hos förvaltningsmyndigheter och domstolar (1999:1176)
9. ↑  enligt minotitet.se
10. 1 2 3 4 5  ”Pajala - Uppslagsverk - NE.se”. www.ne.se. https://www.ne.se/uppslagsverk/encyklopedi/l%C3%A5ng/pajala. Läst 11 augusti 2022.
11. 1 2  ”Upptäck”. visitpajala.se. Arkiverad från originalet den 11 augusti 2022. https://web.archive.org/web/20220811112134/https://visitpajala.se/upptack/index.html. Läst 11 augusti 2022.
12. ↑  ”Markanvändningen i Sverige efter region och markanvändningsklass. Vart 5:e år 2010 - 2020”. Statistikdatabasen. http://www.statistikdatabasen.scb.se/pxweb/sv/ssd/START__MI__MI0803__MI0803A/MarkanvN/. Läst 12 oktober 2022.
13. ↑  ”Naturreservat”. www.lansstyrelsen.se. https://www.lansstyrelsen.se/norrbotten/besoksmal/naturreservat.html. Läst 11 augusti 2022.
14. ↑  ”Naakakero”. www.lansstyrelsen.se. https://www.lansstyrelsen.se/norrbotten/besoksmal/naturreservat/naakakero.html. Läst 11 augusti 2022.
15. ↑  ”Anokangas”. www.lansstyrelsen.se. https://www.lansstyrelsen.se/norrbotten/besoksmal/naturreservat/anokangas.html. Läst 11 augusti 2022.
16. ↑  ”Kolkonliika”. www.lansstyrelsen.se. https://www.lansstyrelsen.se/norrbotten/besoksmal/naturreservat/kolkonliika.html. Läst 11 augusti 2022.
17. ↑  
SFS 2015:493, justerad i SFS 2015:698 Förordning om distrikt. Trädde i kraft 1 januari 2016.
18. ↑  Valmyndighetens statistik
19. ↑  Sveriges Television, 16 oktober 2014: Så här styrs kommunerna i Norrbotten Arkiverad 5 december 2014 hämtat från the Wayback Machine. Läst 26 november 2015
20. 1 2  Nyberg, Micke (8 oktober 2018). ”Skör majoritet ska styra Pajala”. SVT Nyheter. https://www.svt.se/nyheter/lokalt/norrbotten/nytt-styre-i-pajala. Läst 11 augusti 2022.
21. 1 2 3 4 5 6  Sveriges Kommuner & Landsting: Maktfördelning för tidsperioden 1994 - 2014 Arkiverad 20 januari 2016 hämtat från the Wayback Machine. Läst 9 januari 2016
22. ↑  ”Kommunfullmäktige”. Pajala kommun. https://www.pajala.se/invanare/kommun-politik-service/ledning-styrning-och-politik/kommunens-organisation/kommunfullmaktige/. Läst 13 mars 2025.
23. ↑  ”Ledamöter kommunstyrelsen”. Pajala kommun. https://www.pajala.se/kommun-politik-service/ledning-styrning-och-politik/den-politiska-organisationen/kommunstyrelsen/. Läst 25 oktober 2020.
24. 1 2  ”Kommunstyrelsen - Pajala Kommun”. www.pajala.se. Arkiverad från originalet den 20 december 2024. https://web.archive.org/web/20241220032726/https://www.pajala.se/invanare/kommun-politik-service/ledning-styrning-och-politik/kommunens-organisation/kommunstyrelsen/. Läst 9 mars 2025.
25. ↑  läs online, gupea.ub.gu.se , läst: 30 september 2023.[källa från Wikidata]
26. ↑  läs online, gupea.ub.gu.se , läst: 30 september 2023.[källa från Wikidata]
27. ↑  läs online, sverigesradio.se , läst: 21 september 2023.[källa från Wikidata]
28. ↑  läs online, sverigesradio.se , läst: 21 september 2023.[källa från Wikidata]
29. ↑  läs online, www.svt.se , läst: 21 september 2023.[källa från Wikidata]
30. 1 2 3  läs online, Internet Archive , läst: 21 september 2023.[källa från Wikidata]
31. ↑  läs online, www.pajala.se , läst: 16 maj 2021.[källa från Wikidata]
32. ↑  läs online, www.svt.se , läst: 16 maj 2021.[källa från Wikidata]
33. ↑  ”Nämnder och styrelser”. Pajala kommun. Arkiverad från originalet den 16 mars 2017. https://web.archive.org/web/20170316142802/http://pajala.se/Pajala-kommun/Om-kommunen/-Politik/Namnder-och-styrelser/. Läst 7 mars 2017.
34. ↑  ”Leva och bo i Tornedalen - Pajala Kommun”. www.pajala.se. Arkiverad från originalet den 11 augusti 2022. https://web.archive.org/web/20220811115728/https://www.pajala.se/naringsliv-utveckling/utvecklingsprojekt/leva-och-bo-i-tornedalen/. Läst 11 augusti 2022.
35. ↑  ”Ainutlaatuinen Tornionlaakso – Tornionlaakson neuvosto”. https://tornedalen.org/sv/ainutlaatuinen-tornionlaakso/. Läst 11 augusti 2022.
36. ↑  Kommunens officiella webbplats[död länk]
37. ↑  Sternlund, Hans (2 maj 2022). ”Sökte genom 3 000 hyllmeter – nu kan Gällivare riva avtalet med ryska vänorten”. SVT Nyheter. https://www.svt.se/nyheter/lokalt/norrbotten/efter-sok-genom-3-000-hyllmeter-har-ar-det-gamla-avtalet-med-ryska-vanorten. Läst 11 augusti 2022.
38. ↑  Dahlén Vestlund, Jenny (6 oktober 2013). ””-Men i Pajala har vi väl inget fint?””. Kulturmiljö vid Norrbottens museum. Norrbottens museum. https://kulturmiljonorrbotten.com/2013/10/06/men-i-pajala-har-vi-val-inget-fint/. Läst 11 augusti 2022.
39. ↑  ”Kengis bruk (Bruk)”. digitaltmuseum.org. https://digitaltmuseum.org/021168549289/kengis-bruk-bruk. Läst 11 augusti 2022.
40. ↑  ”Pajala Marknad”. visitpajala.se. https://visitpajala.se/pajala-marknad/. Läst 11 augusti 2022.
41. ↑  Här börjar de första malmtransporterna rulla igen på Sveriges Televisions webbplats den 30 juli 2018
42. ↑  ”Ombyggnation av Pajala Airport ger nya möjligheter”. www.norrbotten.se. Arkiverad från originalet den 3 februari 2022. https://web.archive.org/web/20220203202211/https://www.norrbotten.se/sv/Om-Region-Norrbotten/Press/Pressmeddelanden-2022/Ombyggnation-av-Pajala-Airport-ger-nya-mojligheter-/. Läst 11 augusti 2022.
43. ↑  ”Statistiska centralbyrån - Folkmängden efter region, civilstånd, ålder och kön. År 1968 - 2015”. http://www.statistikdatabasen.scb.se/pxweb/sv/ssd/START__BE__BE0101__BE0101A/BefolkningNy/?rxid=c0ca3bb8-255c-43ba-85f1-ee5289d082c4. Läst 2 mars 2016.
44. ↑  Antal personer med utländsk eller svensk bakgrund (fin indelning) efter region, ålder i tioårsklasser och kön. År 2002 - 2014 Arkiverad 12 november 2016 hämtat från the Wayback Machine. (Läst 26 november 2015)
45. 1 2  ”Folkmängden efter region, födelseland och kön. År 2000 - 2021”. Statistikdatabasen. Statistiska centralbyrån. https://www.statistikdatabasen.scb.se/pxweb/sv/ssd/START__BE__BE0101__BE0101E/FolkmRegFlandK/. Läst 31 maj 2022.
46. ↑  ”Laestadiuspörtet”. www.lansstyrelsen.se. https://www.lansstyrelsen.se/norrbotten/besoksmal/kulturmiljoer/laestadiusportet.html. Läst 10 augusti 2022.
47. ↑  ”Besök Keros”. www.kero.se. Arkiverad från originalet den 20 oktober 2021. https://web.archive.org/web/20211020195207/https://www.kero.se/sv/om-kero/besok-oss. Läst 10 augusti 2022.
48. ↑  ”Se och göra | Tärendö”. https://tarendo.se/om-tarendo/sevardheter/. Läst 10 augusti 2022.
49. ↑  ”Världsarvet Struves Meridianbåge - Pajala Kommun”. www.pajala.se. Arkiverad från originalet den 10 augusti 2022. https://web.archive.org/web/20220810212245/https://www.pajala.se/foreningsliv-fritid-kultur/varldsarvet-struves-meridianbage/. Läst 10 augusti 2022.
50. ↑  ”Pajala kyrka”. www.svenskakyrkan.se. https://www.svenskakyrkan.se/pajala/pajala-kyrka. Läst 11 augusti 2022.
51. ↑  ”De dödas hämnd: En bruten nacke”. Aftonbladet. https://www.aftonbladet.se/a/6nVl7W. Läst 11 augusti 2022.
52. ↑  ”Svenska Heraldiska Föreningens vapendatabas”. Arkiverad från originalet den 18 oktober 2012. https://web.archive.org/web/20121018011750/http://databas.heraldik.se/index.php. Läst 1 december 2008.